# Zhenyuan, Qiandongnan
Zhenyuan, tidigare stavat Chenyüan, är ett härad i Qiandongnan, en autonom prefektur för miao och dong-folken i Guizhou-provinsen i sydvästra Kina.